# Bowsprit Mountain
Bowsprit Mountain är ett berg i provinsen British Columbia i Kanada. Det ligger på norra sidan av Tuaton Lake i Spatsizi Plateau Wilderness Provincial Park. Toppen ligger 1 993 meter över havet och primärfaktorn är 83 meter.